# Chiesa di San Matteo al Cassaro

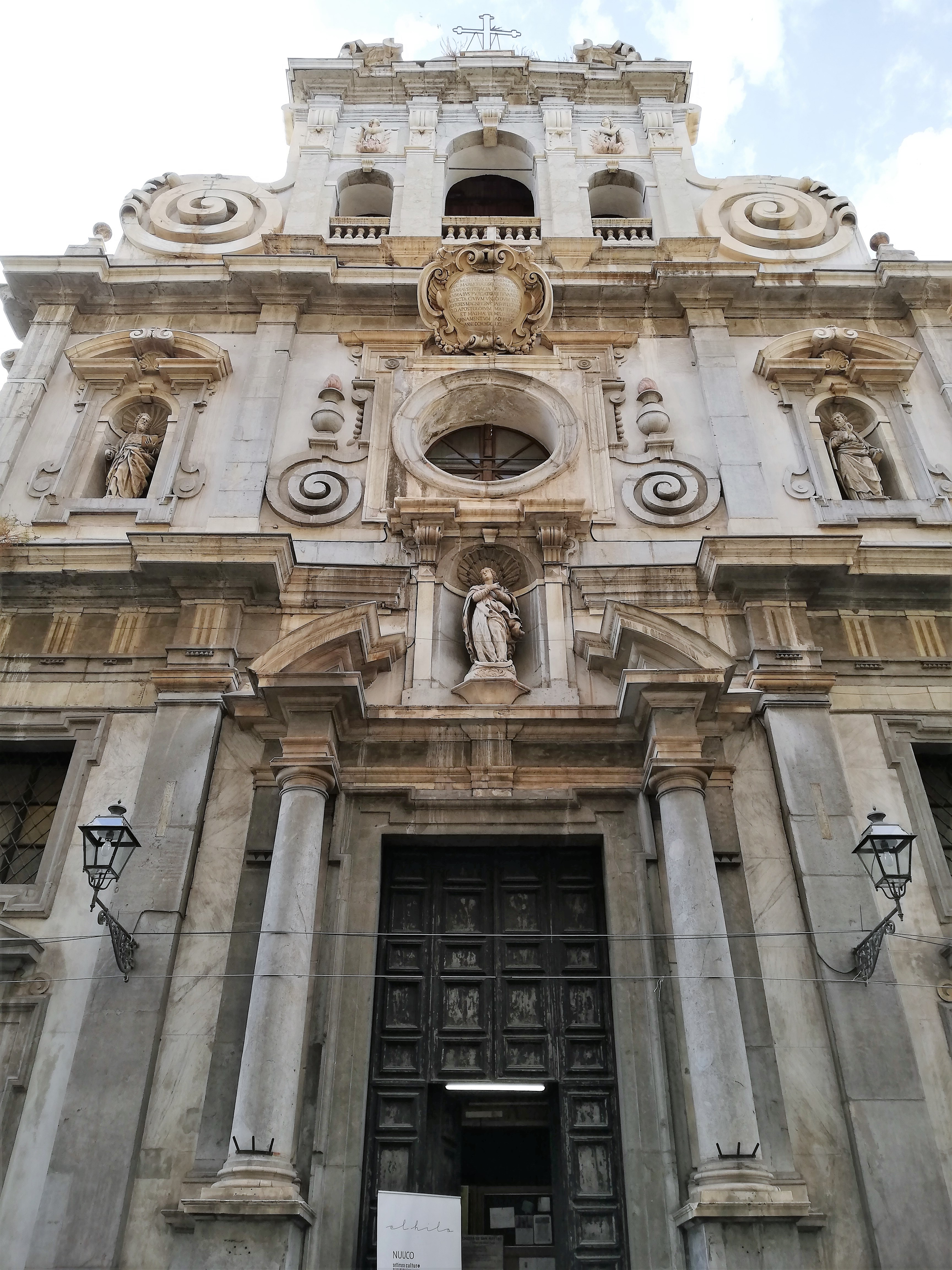
Facciata.

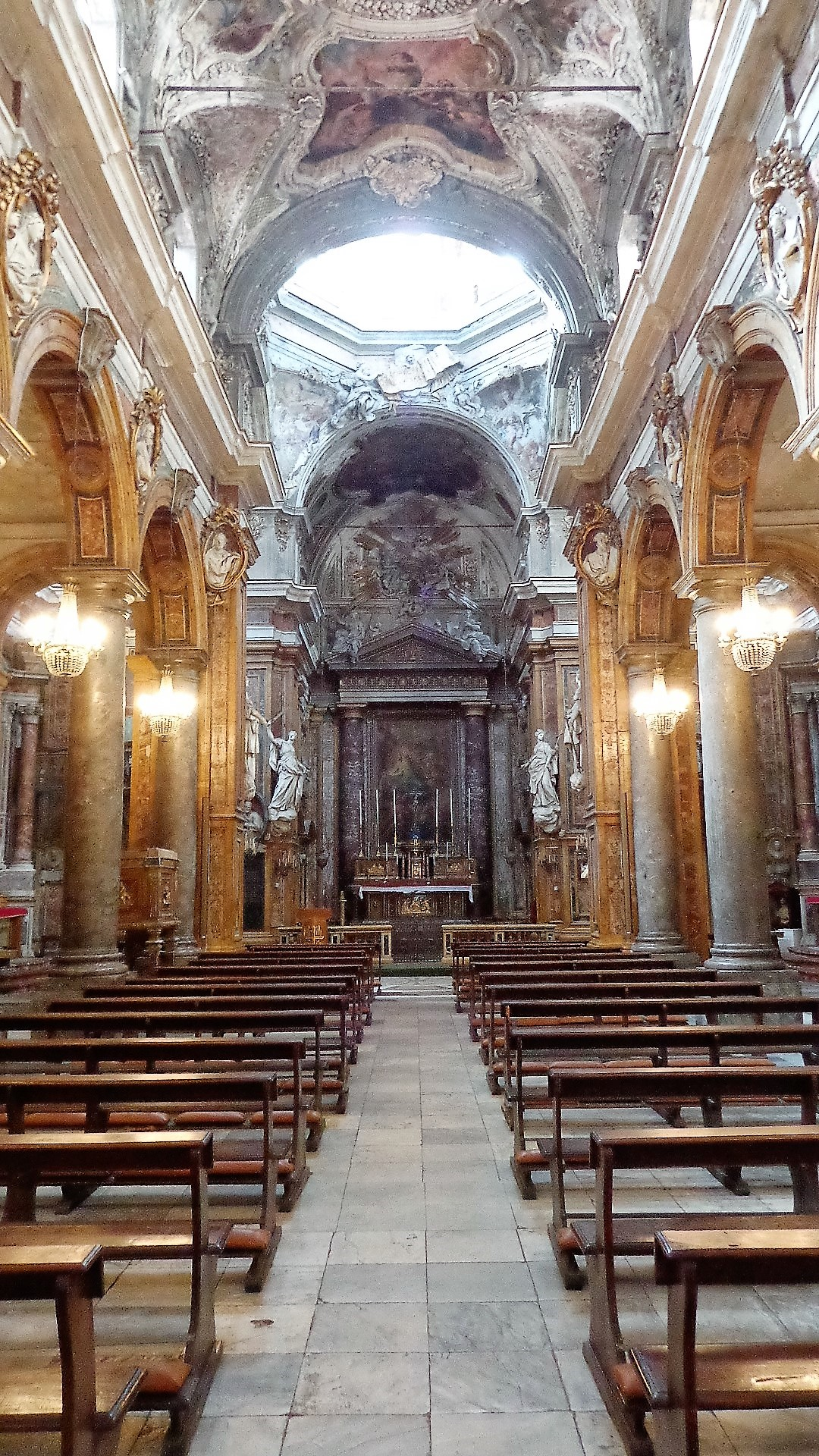
Navata.

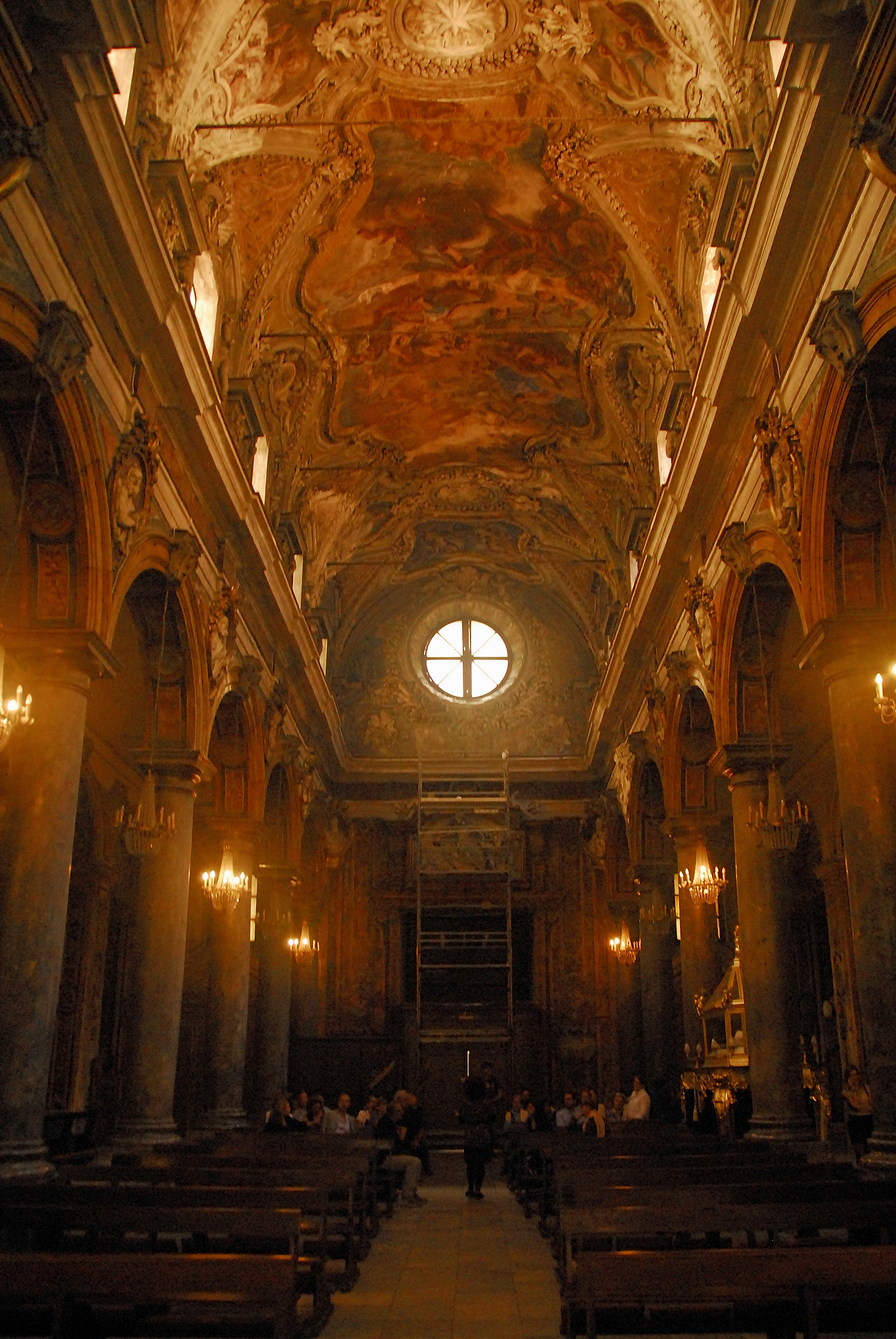
Navata e controfacciata.

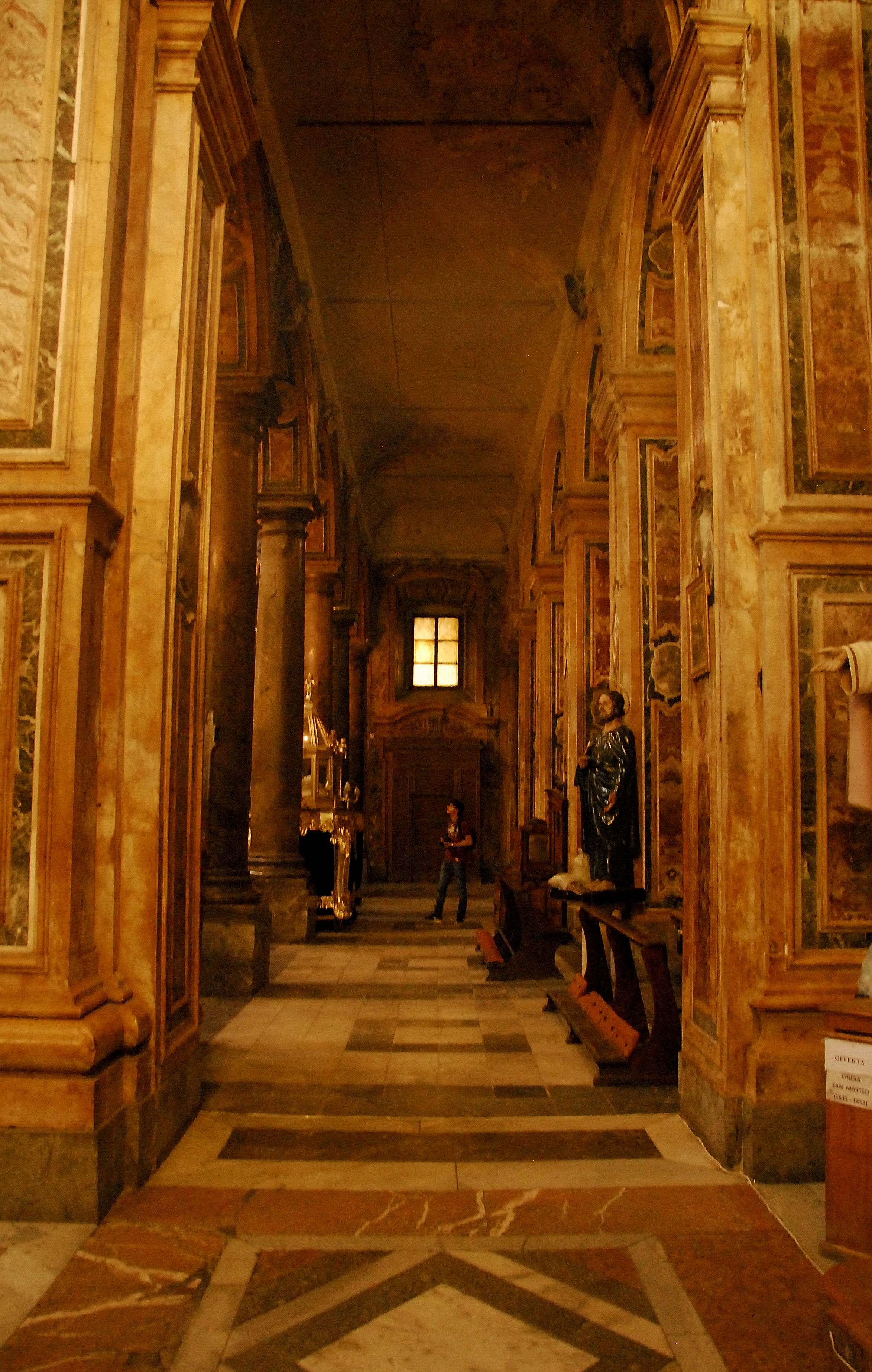
Navata laterale.

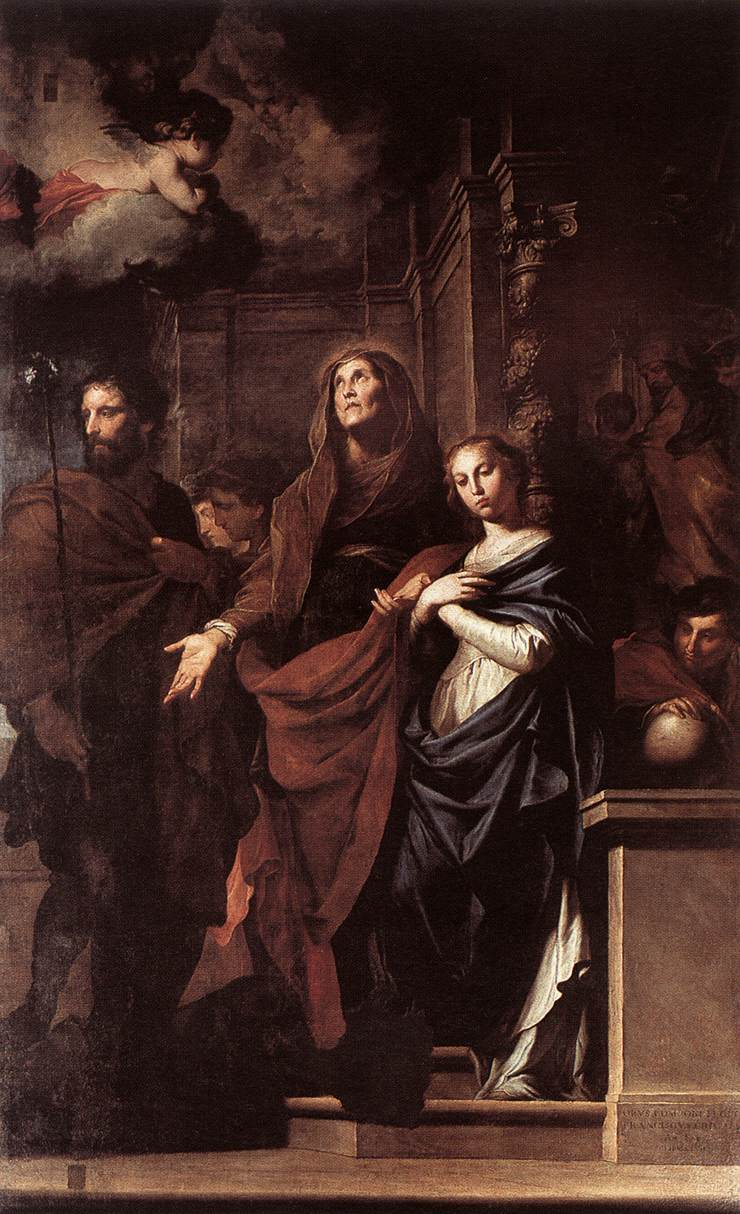
Sposalizio della Vergine, Pietro Novelli.

La chiesa di San Matteo al Cassaro è un edificio di culto situato nel centro storico di Palermo. Il monumento si affaccia sulla strada del Cassaro (odierno Via Vittorio Emanuele), nel mandamento Castellammare o Loggia.

## Storia

### Epoca normanna
- 1088, Primitivi chiesa e monastero basiliano documentati da Tommaso Fazello e Rocco Pirri in epoca normanna sotto il Gran Conte Ruggero.[4]
- 1148 - 1151, Trasferimento dell'Ordine basiliano presso il Monastero del Santissimo Salvatore.[4]

### Epoca sveva
- 1227, È documentato l'arrivo a Palermo dei Padri dell'Ordine Domenicano. Dopo un breve soggiorno presso il monastero della chiesa della Santissima Trinità del Cancelliere detta la «Magione» dell'Ordine Teutonico sono assegnati loro i due edifici che occupano fino al 1300.[4]
- 1300c., Fino all'inizio del XIV secolo il monastero è occupato dalle religiose dell'Ordine Domenicano per trasferirsi in seguito nella nuova chiesa di Santa Caterina d'Alessandria d'Egitto e adiacente monastero.

### Epoca spagnola
- 1559 15 aprile, Fondazione dell'Opera dei Miseremini presso la chiesa normanna.[4]
- 1603, Fondazione della Confraternita dei Miseremini.[5] I lavori di costruzione della chiesa iniziano nel 1633 su iniziativa della confraternita dei Miseremini guidata dal frate francescano Leonardo Galici. Il luogo scelto per l'ubicazione della struttura fu quello occupato da un palazzo appartenente al celebre giureconsulto Mario Muta[6] e da questi donato ai religiosi. Scopo della confraternita era quello di donare misericordia alle anime del Purgatorio attraverso la recita, dall'alba al tramonto, di messe di suffragio. Il progetto architettonico fu probabilmente realizzato dall'architetto senatoriale Mariano Smiriglio.
- 1633 2 giugno, Benedizione della prima pietra da parte dell'arcivescovo Giannettino Doria.[5]

L'edificio è consacrato il 12 marzo 1647 dall'arcivescovo di Palermo Fernando Andrade Castro, ma è completato solo nel 1664 per opera degli architetti Gaspare Guercio e Carlo D'Aprile.
Successivamente, in particolare nel Settecento, l'interno della chiesa è arricchito da innumerevoli opere d'arte.

### Epoca borbonica
- 1775, Riconsacrazione. La Confraternita dei Miserenimi grazie a laute offerte e lasciti dei ricchi fedeli, chiama i più grandi artisti locali ad abbellire la sua Chiesa per svariati decenni del '700.

Nella chiesa nascosta da un genuflessorio, si trova una botola che, secondo la leggenda, sarebbe il passaggio per un sotterraneo utilizzato dai Beati Paoli. Proprio a San Matteo essi furono scoperti e costretti a spostarsi altrove, nella zona del fiume Kemonia. Il sottosuolo della chiesa rivela un'altra peculiarità, la cripta, ampia con tanto di loculi ornati di maioliche e poggiateste. In essa sono sepolti, a partire dal 1714, i membri della confraternita dei Miseremini.

### Epoca contemporanea
{sezione in aggiornamento}
Come massimo esempio di luogo di culto barocco sull'importante arteria cittadina, gran parte dei capolavori custoditi nell'interno versano in uno stato di generale trascuratezza e urgono di opere di restauro.

## Prospetto
La facciata dell'edificio, caratterizzata dallo stile tipicamente barocco, è realizzata con marmo bigio ricavato dal Monte Billiemi. Nei tre ordini del prospetto principale completato nel 1662 e riccamente decorato, sono ricavate tre nicchie che ospitano le statue di La Vergine al centro, San Matteo Apostolo ed Evangelista a sinistra e San Mattia Apostolo a destra.
Al primo ordine sei paraste, le quattro interne più avanzate, racchiudono due finestre laterali che delimitano l'ingresso principale. Il portale è costituito da colonne doriche sormontate da timpano a doppio arco spezzato sovrapposto con nicchia intermedia ospitante la statua della Vergine. Al secondo ordine un articolato cornicione separa i due livelli. Quattro paraste racchiudono le due nicchie laterali con timpano ad arco che delimitano un grande oculo sormontato da iscrizione e decorato con volute laterali e mensole con vasi. Ai lati esterni grandi volute a spirale di raccordo. Nel terzo ordine un articolato cornicione separa i due livelli. Due paraste racchiudono tre finestre ad arco con balaustre. Ai lati grandissime volute a spirale di raccordo.
Gli architetti nonché scultori che la realizzano, unitamente alle statue ornamentali, sono Carlo D'Aprile e Gaspare Guercio figlio d'arte di Vincenzo Guercio.

## Interno
Tempio di stile cinquecentesco, lungo 35 metri e largo 18, a croce latina con ampio transetto e abside squadrata, l'interno diviso in tre navate da due serie di sette colonne di stile dorico in pietra grigia di Billiemi collocate nel 1640, reggono arcate centriche oltre le quali si aprono le navate laterali e le dieci cappelle. L'interno, tra le tante apprezzabili opere d'arte, offre mirabili affreschi di Vito D'Anna e pregiati stucchi di Giacomo Serpotta e Bartolomeo Sanseverino.
Dieci cappelle laterali, le cui volte sono affrescate da Gaspare Giottino e Crispino Reggio nel 1760c. Le pareti arricchite da rivestimenti in marmo policromo, la tecnica, molto diffusa nel seicento, ha una particolare diffusione in Sicilia, consiste nel comporre assieme marmi mischi di diverso colore creando particolari cromie e accostamenti dai toni intensi e variegati. All'interno di ogni cappella è addossato alla parete di fondo un altare con paliotto settecentesco, anch'esso in marmo policromo.
Le colonne reggono archi a tutto sesto, archi rivestiti di marmi policromi con pennacchi adorni da medaglioni in stucco dorato con mezze figure dei dodici Apostoli attribuiti a Bartolomeo Sanseverino allievo di Giacomo Serpotta. Ad ogni arco corrisponde nelle navate laterali una cappella anch'essa rivestita di marmo policromo, adoperato con maggiore ricchezza decorativa.
All'ingresso, davanti alle prime due colonne sono collocate due acquasantiere La Grassa, poste nel 1992 in sostituzione delle settecentesche rubate nell'agosto del 1990. Tra gli artisti impegnati nella realizzazione delle tele della chiesa si segnalano Pietro Novelli, Leonardo Balzano, Filippo Randazzo, Antonio Manno e Giuseppe Testa.

### Cupola
Quattro pilastri sostengono l'elegante cupola poggiata su un tamburo ottagonale illuminato da otto grandi finestre. La superficie concava è ricoperta dal Trionfo del nome di Maria, affresco autografo di Vito D'Anna allievo di Olivio Sozzi di cui divenne genero. Addossate ai pilastri a sostegno allegorico della cupola le quattro virtù teologali della Fede, della Giustizia opere di Giacomo Serpotta su disegno di Francesco Ferrigno, della Speranza, della Carità di Bartolomeo Sanseverino.

### Navata e affreschi

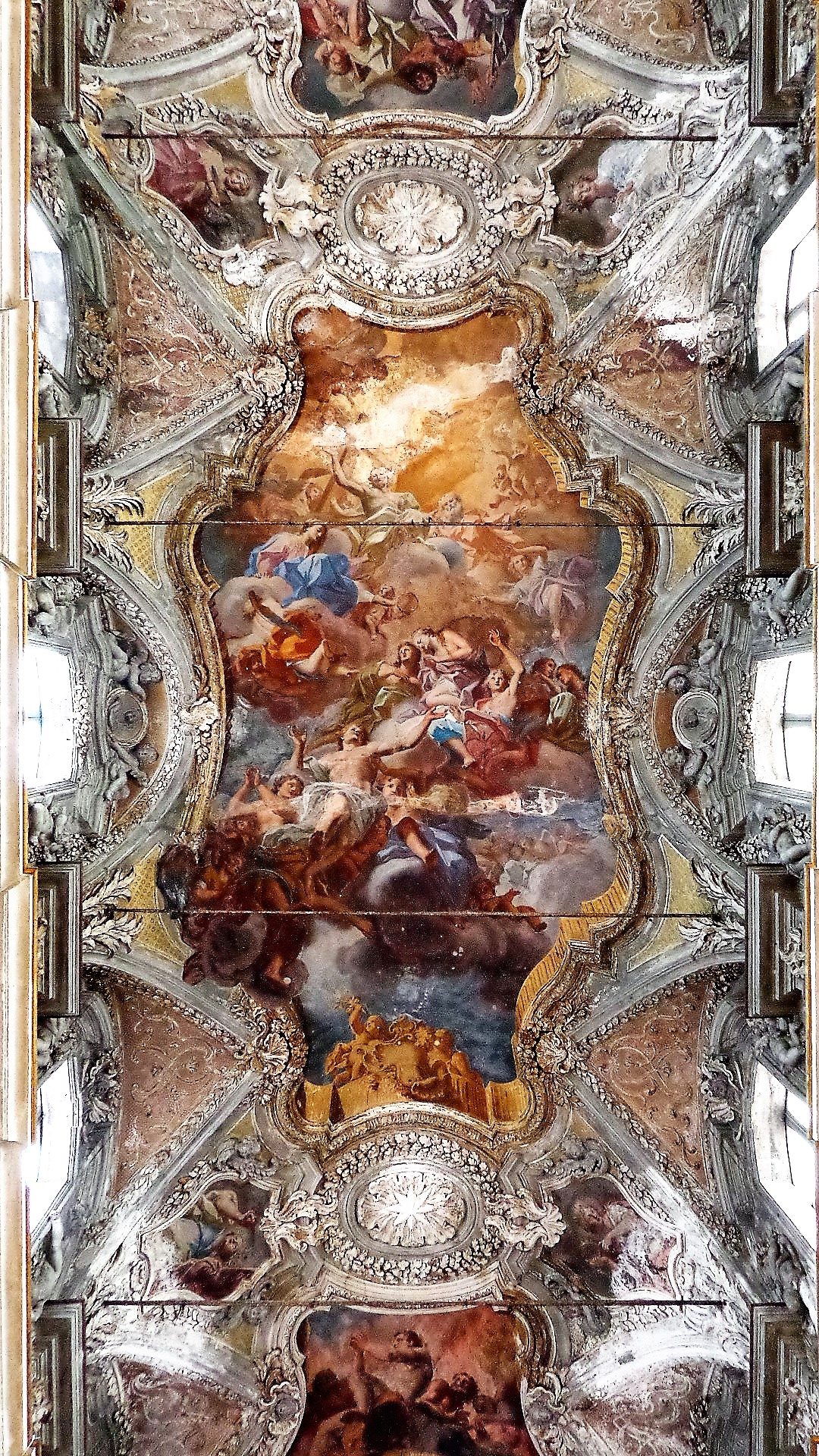
Affresco navata.

La cupola e le volte della chiesa sono affrescate nel 1754 da Vito D'Anna e allievi di bottega, sono raffigurate L'apoteosi dei Santi Matteo e Mattia e La liberazione delle Anime del Purgatorio nella navata centrale, la Gloria di San Gregorio nella volta del transetto sinistro, la Cacciata di Adamo ed Eva dal Paradiso Terrestre e il Cristo riparatore in quella di destra. Nella cupola è rappresentato il Trionfo del nome di Maria.
Posti sull'arco trionfale vi sono tre Angeli che reggono un grande cartiglio, pregevole opera in stucco di Giacomo Serpotta del 1728. Il gruppo scultoreo serpottiano sul frontone adorna l'altare maggiore con due figure muliebri che rappresentano la Fede e la Preghiera. Nella lunetta due serafini affiancano l'Agnus Dei giacente sul Libro Sacro che reca i sette sigilli dell'Apocalisse. Nella controfacciata è presente lo stupendo rilievo del Serpotta del 1729 Cristo e le anime purganti.
Le singole figure femminili allegoriche incorniciate da ghirlande in stucco sono affreschi di Francesco Sozzi figlio del grande Olivio Sozzi e cognato dello stesso Vito D'Anna.

### Navata destra
- Prima campata: Cappella dell'Immacolata Concezione. L'altare presenta il dipinto raffigurante l'Immacolata Concezione con i santi gesuiti Ignazio di Loyola e Francesco Saverio, una monaca domenicana in riferimento alle monache del vicino monastero di Santa Caterina, e una bella figura di giovane con il teschio ai piedi identificabile con Santa Rosalia. Chiaro riferimento alla consacrazione del tempio nel 1647, avvenuta ventitré anni dopo il ritrovamento delle reliquie della santa proclamata patrona della città. Opera di Rosalia Novelli.
- Seconda campata: Cappella di San Francesco di Paola. L'altare presenta un dipinto che raffigura il titolare della cappella San Francesco di Paola, confidenzialmente chiamato «û santu Patri», inserito in una cornice marmorea sormontata da cherubino. Non si conosce l'autore, ma appartiene ad un artista palermitano del XVIII secolo.
- Terza campata: Cappella dell'Annunciazione. L'altare ospita il dipinto Annunciazione attribuibile a Pietro Novelli o alla sua scuola, inserito in una croce di marmo e sormontato da una conchiglia.
- Quarta campata: Cappella di San Bonaventura. Sopra l'altare, inserito in una cornice di marmo sormontata da un cherubino, è collocato il dipinto raffigurante la Presentazione di Gesù Bambino al Tempio celebre opera di Pietro Novelli,[11] il più importante esponente della pittura siciliana del Seicento. Dinanzi alla cappella è posta il simulacro dell'Addolorata condotto in processione il Venerdì Santo. Sulla mensa dell'altare è collocato un mezzo busto raffigurante l'Ecce Homo.
- Quinta campata: Cappella della Vergine del Rosario. L'altare presenta un dipinto raffigurante la Vergine del Rosario del 1676, data emersa dopo i recenti restauri che confuta le passate attribuzioni ora al Filippo Paladini, ora a Filippo Randazzo.

### Navata sinistra
- Prima campata: Cappella dell'Angelo Custode. Sopra l'altare è collocato un dipinto raffigurante un Angelo di artista ignoto. A lato è collocato il monumento del cappellano maggiore canonico Rosario Gregorio, insigne storico siciliano. L'opera, addossata alla parete del contraltare, è di stile tardo settecentesco, eseguita entro il primo ventennio del XIV secolo da ignoto scultore locale. Ancora nel lato destro della Cappella si ammira un altro monumento funebre, dedicato a Giuseppe Vella con un interessante medaglione con figura allegorica, di evidente impronta neoclassica.[12]
- Seconda campata: Cappella della Sacra Famiglia. L'altare custodisce il dipinto raffigurante Gesù, Maria e Giuseppe. Ai piedi dell'altare, secondo quanto riporta l'iscrizione, il primitivo sepolcro di Fra Leonardo Galici, oggi trasferiti in un altro posto. Sotto la mensa dell'altare è collocata l'urna del Cristo Morto della Confraternita degli Invalidi condotta in processione il Venerdì Santo. È presente una Sacra Famiglia del 1796, dipinto attribuito a Giuseppe Testa e un San Michele Arcangelo.
- Terza campata: Cappella di Maria Santissima di Trapani. Sull'altare è presente la statua di marmo di Madonna con in braccio il Bambino di scuola gaginesca.[12] Sul piedistallo risaltano i rilievi raffiguranti le Anime purganti e San Michele Arcangelo. Ai lati dell'altare sono presenti piccole statuine devozionali di Santa Rita e di Sant'Antonio di Padova. Nelle pareti sono incastonate due lapidi commemorative: a sinistra quella dedicata a Bernardino Serio del 1640, a destra quella di Marco Gezio del 1649.
- Quarta campata: Cappella di Sant'Anna. Sull'altare è collocato il celebre dipinto di Pietro Novelli raffigurante Lo sposalizio della Vergine e Sant'Anna del 1647.[11] L'opera commissionata da Francesco Crispaldi nel 1642, come risulta dall'iscrizione posta sotto il dipinto.[12]
- Quinta campata: Cappella dei Santi Matteo e Mattia. Sull'altare è collocato il dipinto del 1788 che raffigura i due Santi titolari Santi Matteo e Mattia di Antonio Manno allievo di Vito D'Anna e fratello di Vincenzo Manno, Francesco Manno e Salvatore Manno, parimenti pittori. È presente una targa dell'Unione dei Miseremini con i nomi degli affiliati di Ferdinando III di Borbone e Francesco I delle Due Sicilie.[6] Nel tempio è documentato Gesù Cristo e le Anime Purganti di Antonio Manno.[13]

### Transetto
Nel transetto sono presenti altari di dimensioni maggiori rispetto a quelli delle cappelle laterali: 
- Cappella del Crocifisso, transetto destro. Al centro dell'altare, sul piano della mensa, è posto un grande reliquario in legno dorato con al centro un Crocifisso ligneo. Alle pareti un medaglione in marmo giallo con il busto di don Camillo Barbavara cappellano maggiore della Chiesa, nonché insigne orafo del seicento palermitano. Nella cappella sono presenti le statue della Madonna Addolorata e statua di Gesù Cristo flagellato.[6] Sul lato vangelo è presente il quadro di San Basilio Magno dello Zoppo di Ganci.[13]
- Cappella di San Gregorio, transetto sinistro. Sull'altare, inserito in un'articolata struttura architettonica, è collocato il dipinto rappresentante San Gregorio che celebra la Santa Messa opera di Leonardo Balsano del 1615. Sotto la mensa, entro un'urna chiusa da vetro, è collocata la statua di recente fattura della Dormitio Beatae Mariae Virginis detta dal popolo Madonna Assunta o di «mezzo Agosto». La mensa accoglie la statua del Bambinello Pastore di anime, oggetto di grande venerazione da parte dei fedeli. Sul lato epistola del transetto è collocato un medaglione in marmo giallo con il mezzo busto in marmo bianco del dottor Mario Muta, donatore della casa per la costruzione del tempio.[6]

### Presbiterio

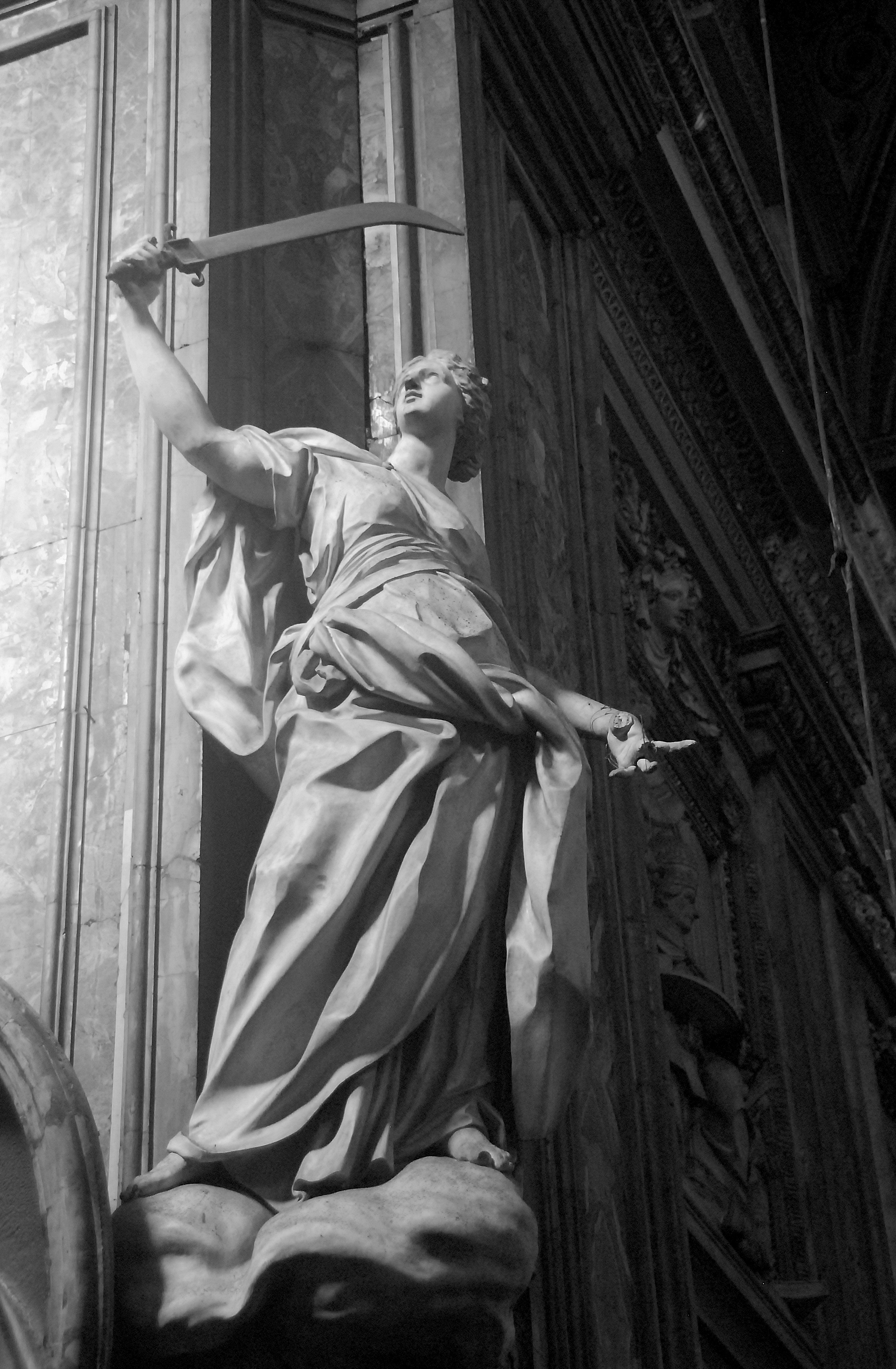
Statua in stucco.

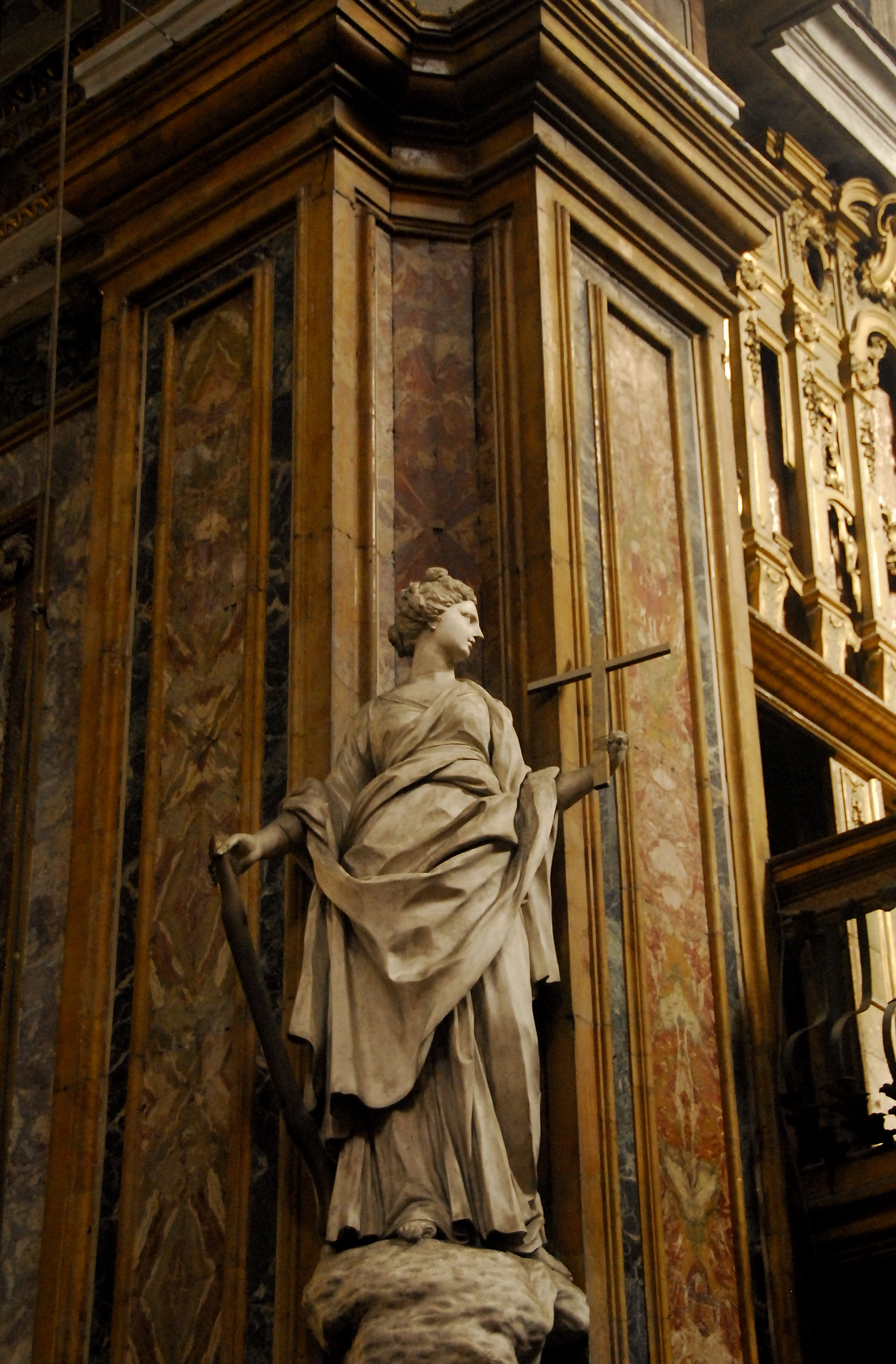
Statua in stucco.

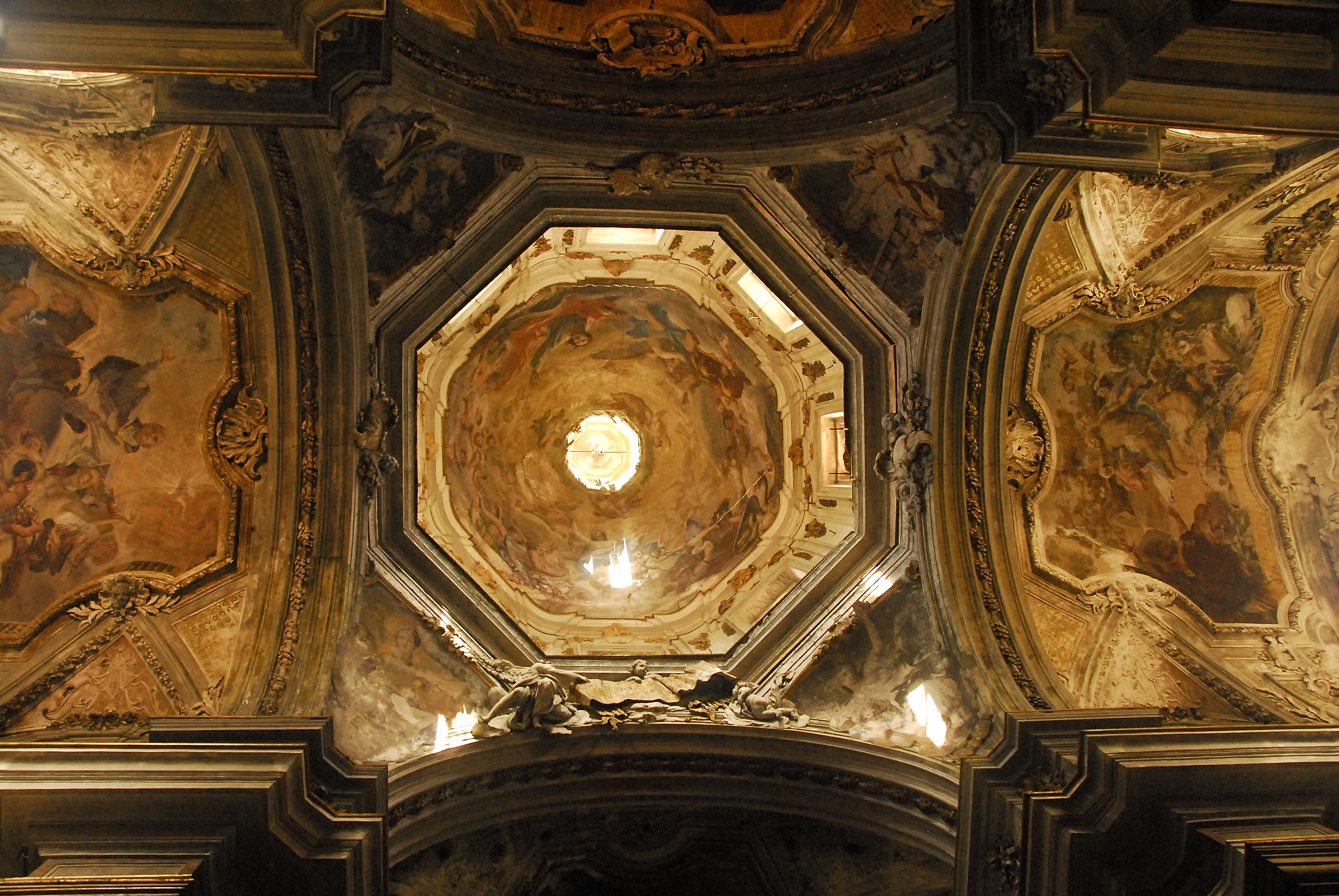
Volta transetto.

Sul pilastro sinistro del presbiterio è collocato il medaglione del frate fondatore Leonardo Galici del 1742 commissionato dal superiore della confraternita Pietro Tinnaro e dai congiunti Giovanni La Cava e Gaetano Diletti. Alla base è collocata l'urna contenente i resti mortali.
Il presbiterio o cappellone è chiuso da una balaustra in marmo con due sportelli in rame dorato ben lavorati dai quali sono state asportate le immagini dei Santi Matteo e Mattia, opera di Battista Serpotta del 1643. L'altare per la celebrazione dell'eucaristia coram populo in legno con la base scolpita l'Ultima Cena, accanto è posto un ambone ligneo con i simboli dei quattro evangelisti.
L'altare maggiore è interamente rivestito in marmo policromi, agate siciliane e lapislazzuli, con bassorilievi in legno dorato rappresentanti scene bibliche, opera di Gaspare Firriolo. I bassorilievi del paliotto laccati in oro, sono frutto della mano di Filippo Cinistri sul disegno dell'architetto Giovanni Cadorna del 1798. Sull'altare il dipinto di Giuseppe Testa raffigurante la Trinità e le Anime purganti del 1796. Il tabernacolo a forma di tempietto circondato da colonnine. La cupoletta, lo sportellino e la targa recante la dicitura Ecce Agnus Dei sono di lapislazzuli. I capitelli delle colonnine sono in legno dorato. Le sei statuine che l'adornano sono state rubate nel 1970 e con esse i quattro Angeli in legno dorato che sostenevano la mensa dell'altare.
Sulle pareti laterali si aprono quattro porte sormontate da bassorilievi in marmo, con cornici anch'esse in marmo, raffiguranti i quattro Dottori della Chiesa: San Gregorio Magno, Sant'Agostino, San Girolamo, Sant'Ambrogio, attribuiti a Vincenzo Siracusa allievo di Ignazio Marabitti.

### Sacrestia
Nel transetto, sulle porte che immettono nelle due antisacrestie, si trovano cantorie in ferro battuto e un organo in legno dorato, raffinate opere di Giuseppe Lugaro, manufatti risalenti al 1871.
Addossati alle pareti sono disposti ampi armadi di noce intagliati dallo scultore Pietro Marino del 1738. Ognuno di essi reca su ogni sportello statuine di legno di Santi del Nuovo e Vecchio Testamento poste su artistiche mensolette. Sui muri lungo le cornici, sono incastonati medaglioni ovali o rotondi con festoni e mezze figure di Anime del Purgatorio, sopra le cornici sono presenti mezzibusti in legno intagliato raffiguranti Papi e Vescovi. In seguito a un furto perpetrato attorno al ferragosto del 1990 sono stati asportati questi piccoli gioielli in legno assieme a tre armadi e al tavolo scolpito del '700. Parte degli elementi scultorei e delle tele che ornano la sacrestia sono conservati nel Museo diocesano di Palermo.
La volta e le mura dell'ampia sacrestia sono ornate di affreschi, l'opera centrale è attribuita a Filippo Randazzo realizzata nel 1742. Raffigura La raccolta di 12000 dramme d'argento fatta da Giuda Maccabeo e spedite a Gerusalemme per offrire al Signore sacrifici per i peccati dei morti. Due medaglioni ovali vicini l'affresco mostrano gruppi di Angeli che in cartigli riassumano le ragioni del gesti di Giuda Maccabeo e le parole di San Paolo ai Corinti nel congratularsi per le collette fatte in favore dei fratelli.
Gli altri dipinti del 1741 sono del sacerdote Giovanni Macula che decora gratuitamente per affetto alla Chiesa nella quale presta opera. Inserito fra gli armadi, che in quel posto hanno alcuni sedili, in un elegante baldacchino è presente un grande Crocifisso già precedentemente posto su un altare. Fra gli armadi un genuflessorio maschera una porta: il leggendario accesso dei Beati Paoli descritto da Luigi Natoli.
La Sacrestia è sorta dove era il giardino del Dottor Muta, come si rivela dal diverso stile dell'ambiente che si trova al lato opposto dell'altare: due colonne reggono un arco di stile classico e una fontana dello stesso stile, l'angelo in marmo che versava l'acqua è stato rubato nel 1990.

### Cripta
{Sezione in aggiornamento}
La sottostante cripta ricavata nella parte inferiore della navata centrale, ha ospitato per volere dello stesso, le spoglie di Giacomo Serpotta morto nel 1732. In essa sono presenti i loculi in marmo muniti di poggia capo dove erano seppelliti i morti sin dal 1714. Tra i personaggi illustri sepolti in passato si annoverano Vito D'Anna, Olivio Sozzi. Tuttavia, oggi i cadaveri non si trovano più nella loro collocazione originaria, ma in ossari comuni. Infatti, l'uso di seppellire i morti nelle chiese della città cessa con la legge del 1787 estesa poi anche alle chiese della campagna nel 1864.
Qui erano altresì inumati i corpi dei Confrati dell'Unione dei Miseremini e i membri della Compagnia. La Cripta, non più usata, è oggi in ottimo stato di conservazione.

## Festività

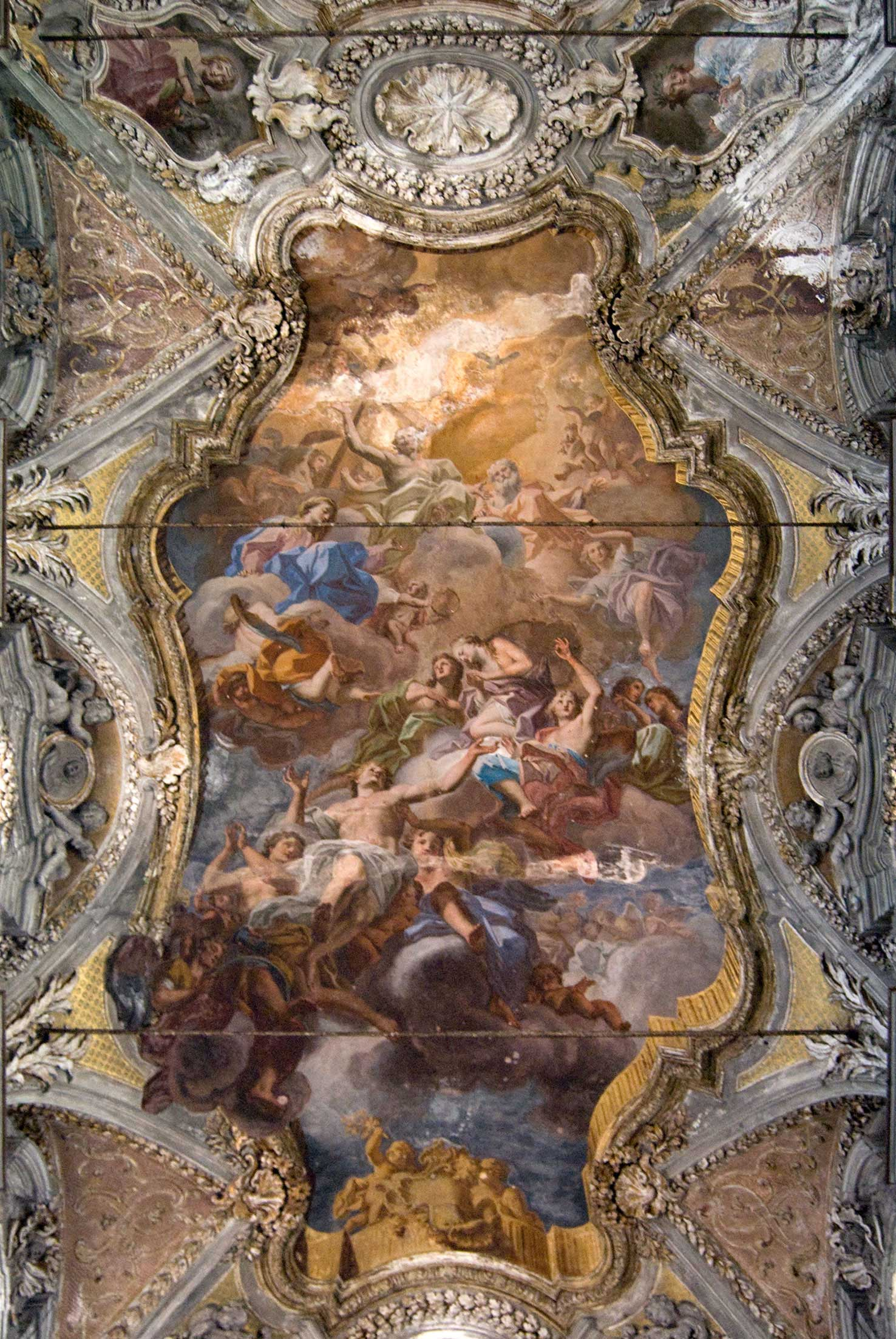
Trionfo delle Anime purganti, Vito D'Anna.

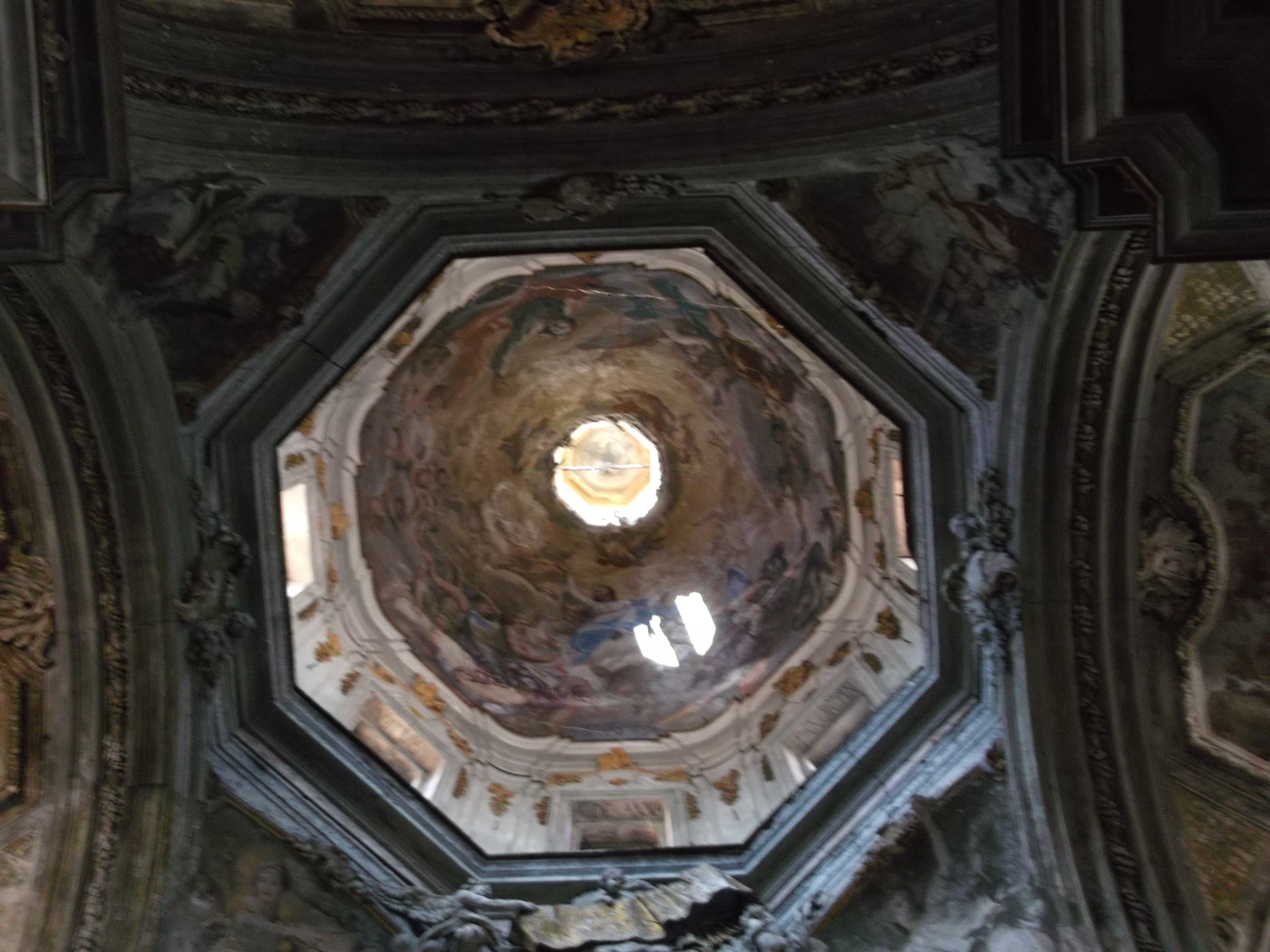
Interno cupola.

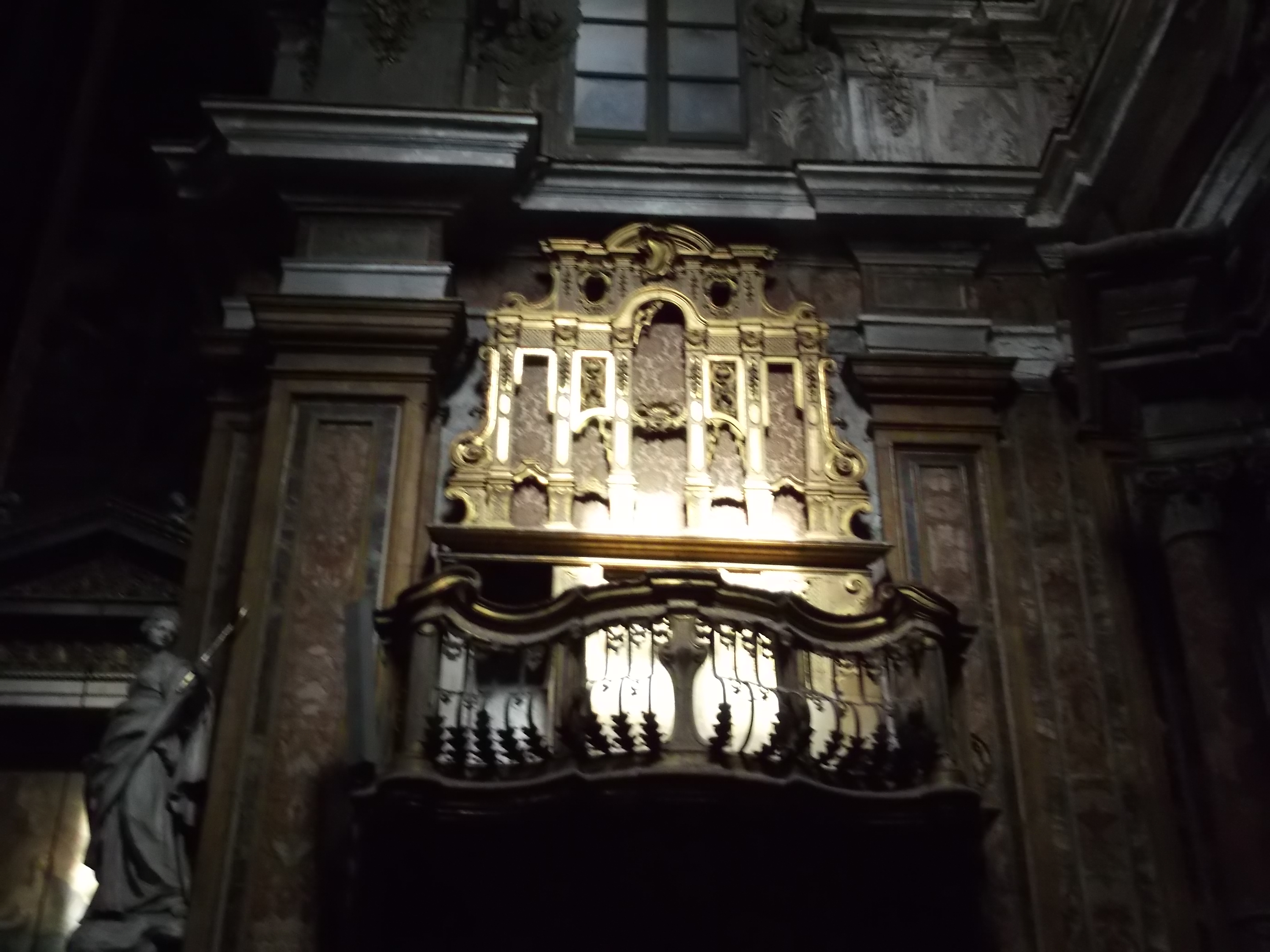
Interno.

- Giovedì santo: esposizione, presso l'altare maggiore della chiesa di un toccante sepolcro con la raffigurazione dell'Ultima Cena.[15]
- Venerdì Santo: Ogni anno, nel periodo che precede la Pasqua, la confraternita della chiesa organizza una delle più sentite processioni cittadine che coinvolge alcune delle principali vie del centro storico.

## Monastero di San Matteo al Cassaro
{Sezione in aggiornamento}

## Confraternita dei Miseremini
{Sezione in aggiornamento}
La Confraternita è dedita alla salvezza delle Anime del Purgatorio tramite la recita, dall'alba al tramonto, di messe di suffragio.

## Oratorio dei Miseremini
{Sezione in aggiornamento}
Sul prospetto dell'Oratorio dei Miseremini, oggi sede del Centro diocesano delle Congregazioni laicali è visibile un arco del loggiato seicentesco. Sull'architrave dell'ingresso è collocato uno stemma coronato raffigurante un'Anima purgante.
L'oratorio del XVII secolo è ubicato sopra la sagrestia. L'aula si presenta danneggiata in seguito ai bombardamenti subiti durante la seconda guerra mondiale. Elementi dell'antico splendore si trovano nella controfacciata, che presenta un altorilievo in marmo raffigurante la Pietà, opera di Lorenzo Marabitti del 1739. I bombardamenti danneggiarono le due statue della Clemenza e della Fede, realizzate da Giacomo Serpotta nel 1728, le cui teste sono oggi esposte nel Museo diocesano.

## Opera dei Miseremini
{Sezione in aggiornamento}

## Unione dei Miseremini
{Sezione in aggiornamento}
- Sodalizio fondato con la finalità di raccogliere elemosine per commemorare degnamente le Anime del Purgatorio.[3]

## Confraternita di Maria Santissima Addolorata degli Invalidi e dei Mutilati di Guerra
La Confraternita partecipa attivamente ai Riti della Settimana Santa di Palermo.

## Feste religiose
- 2 novembre, Commemorazione dei defunti gareggiando in paramenti, illuminazione, musiche con la chiesa di Sant'Orsola. Funzione documentata.[17]